# Château royal de Berchtesgaden
Le château royal de Berchtesgaden est un château situé dans la ville de Berchtesgaden en Haute-Bavière. Ancienne abbaye de chanoines réguliers de saint Augustin, elle est devenue une résidence des rois de Bavière à partir de 1818 et particulièrement celle de Rupprecht de Bavière, dernier Kronprinz.

## Histoire
Une abbaye est fondée vers 1102. Selon la légende, sa fondation serait dû à un vœu de Irmgard von Rott (de), comtesse palatine de Bavière, après un grave accident de chasse subi par son mari. L'abbaye est confiée aux chanoines réguliers de saint Augustin. Un cloître de style roman est construit vers 1180 puis une collégiale de style gothique à deux nefs vers 1400. Au cours du XIVe siècle, le monastère passe sous le contrôle de l'empereur. Son prieur ou prévôt devient alors le seigneur des environs et l'abbaye sa résidence. À partir de 1559, devenu chef de la prévôté de Berchtesgaden, il a autorité sur les paroisses de Berchtesgaden, Ramsau, Schönau, Bischofswiesen et Marktschellenberg. Deux ailes de style Renaissance sont construites vers 1500 et un bâtiment de style baroque vers 1725.
En 1803, avec la sécularisation des abbayes bavaroises et l'abolition du régime des prévôtés, l'abbaye et la région de Berchtesgaden passe sous divers statuts jusqu'à son inclusion au sein du royaume de Bavière en 1810. Les bâtiments de l'abbaye servent alors de relais de chasse pour les rois de Bavière à partir de 1818. Le prince héritier Rupprecht de Bavière en fait sa résidence et y vit avec sa famille de 1922 jusqu'à son exil en 1933. Il l'aménage dans son état actuel. Le château sert encore de résidence d'été à François de Bavière, chef de la maison de Wittelsbach.

## Description

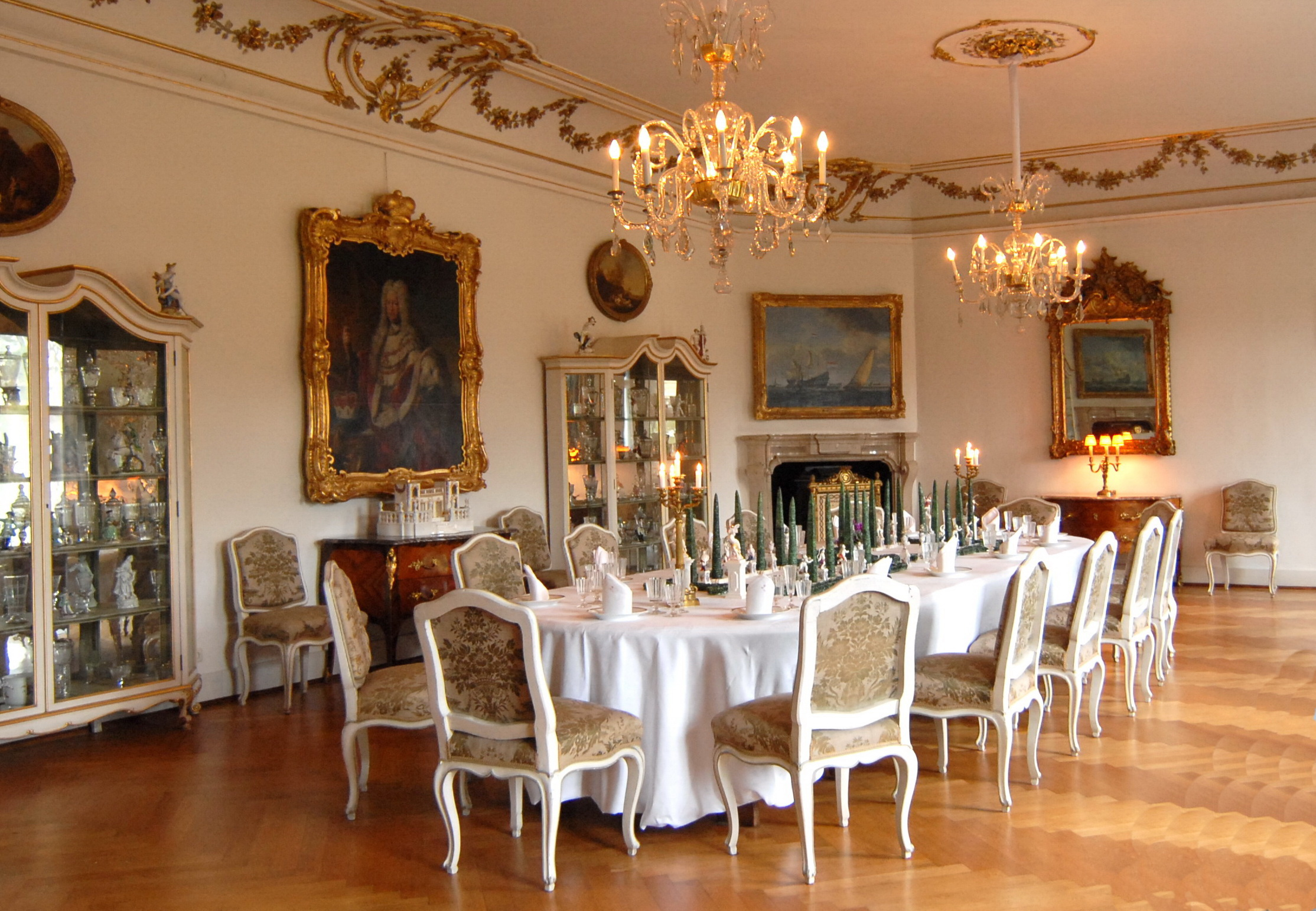
Salle à manger du château.

Le château compte 214 pièces dont une trentaine sont visitables. Il s'agit notamment des anciens grands appartements de Rupprecht de Bavière ou encore du cabinet dit « du condamné » peint vers 1750 par Johann Georg Wahl.
Parmi les 3000 objets d'art exposés, on compte deux retables de Tilman Riemenschneider, de nombreux tableaux dont une prédelle de Giovanni Bellini (Trois histoires de Drusienne et de saint Jean l'Évangéliste), et des œuvres de Peter Gärtner (de), Barthel Beham and Carl Rottmann. Sont conservés des meubles de toutes périodes, une collection de porcelaines et d'armes anciennes.
Les bâtiments abritent par ailleurs un musée de trophées de chasse ayant appartenu à Albert de Bavière.

### Articles associés
- Rupprecht de Bavière
- Maison de Wittelsbach
- Église Saint-Pierre-et-Saint-Jean-Baptiste de Berchtesgaden